# Calymmaria emertoni
Calymmaria emertoni es una especie de araña del género Calymmaria, familia Cybaeidae. Fue descrita científicamente por Simon en 1897.
Se distribuye por Canadá y los Estados Unidos. La especie se mantiene activa durante los meses de mayo, junio, julio, agosto, octubre, noviembre y diciembre.